# Out of the Woods
"Out of the Woods" là một bài hát của nữ ca sĩ và kiêm sáng tác người Mỹ Taylor Swift. Bài hát được thành viên Jack Antonoff từ nhóm nhạc fun. đồng sáng tác cùng Swift và được phát hành vào ngày 14 tháng 10 năm 2014, dưới dạng đĩa đơn quảng bá đầu tiên trích từ album 1989. Trước đó đã có tin đồn rằng bài hát sẽ là đĩa đơn thứ hai từ album. "Out of the Woods" sẽ được phát hành dưới dạng đĩa đơn thứ 6 từ album. Vào ngày 31 tháng 12 năm 2015, video âm nhạc cho bài hát sẽ được phát hành tại sự kiện Dick Clark's New Year's Rockin' Eve with Ryan Seacrest, được công bố bởi tạp chí Billboard vào ngày 23 tháng 12. Bài hát nhận được sự tán dương rộng rãi từ phía các nhà phê bình âm nhạc và từ khán giả, với ý kiến cho rằng đây là "tác phẩm mạo hiểm và ngoạn mục nhất" của cô.

## Bối cảnh thực hiện
Swift trình làng một đoạn dài 15 giây của "Out of the Woods" trên Good Morning America vào ngày 13 tháng 10 năm 2014. Cô gọi đây là một "trong những bài hát yêu thích của cô trong album này vì là 'đại diện rõ nhất 1989". Cô cũng đồng thời giải thích nội dung bài hát kể về 'sự mong manh và dễ vỡ của nhiều mối tình'.

## Kết cấu
"Out of the Woods" được chắp bút bởi Swift và Jack Antonoff, với độ dài 3 phút 55 giây. Đây là bài hát đầu tiên mà Swift viết lời dựa trên một bài hát có sẵn, khi cô phổ lời cho một phiên bản không lời ban đầu của bài hát mà Antonoff gửi đến chỉ trong vòng 30 phút. Đoạn dẫn của bài hát có nhắc đến mối tình ngắn ngủi trước đây của Swift cùng thành viên nhóm nhạc One Direction, Harry Styles.
Max Martin tham gia phần sản xuất giọng hát của Swift trong bài hát này. Trong bài có nhiều nhịp synth và nhịp gõ liên hồi, Antonoff mô tả bài hát đã được phối khí theo các yếu tố trộn lẫn giữa hiện đại và những năm 80. Chiếc đàn Yamaha DX7 được sử dụng cho những tiếng leng keng thuộc thập niên 90 trong hầu hết bài hát. Chính Antonoff cũng là người góp giọng nền cho bài hát.

## Đánh giá chuyên môn
Bài hát nhận được sự tán dương rộng rãi từ phía các nhà phê bình âm nhạc và từ khán giả. Lucas Villa từ AXS đề cao bài hát này như là "tác phẩm mạo hiểm và ngoạn mục nhất" của cô. Spin gọi đây là "bài hát pop thỏa mãn một cách hoàn hảo", đồng thời đề cao khả năng đồng sáng tác và sản xuất của Antonoff. Time đề cao bài hát khi gọi đây là "bản thánh ca mãnh liên" cùng khẳng định "điều thú vị nhất ở đây không phải là ở nhân vật bài hát nhắc đến, mà là âm điệu khác lạ đến thế nào." Vanity Fair đề cao khả năng phối hợp âm thanh đặc trưng cùng thể loại mới của Swift. Billboard phong tặng bài hát 4.5/5 sao.

## Diễn biến trên các bảng xếp hạng
Trên bảng xếp hạng Billboard Hot 100, bài hát mở đầu tại vị trí thứ 18, trở thành bài hát thứ 61 của Swift xuất hiện trên Hot 100, giúp cô trở thành nữ nghệ sĩ có lượng bài hát xếp hạng nhiều thứ hai, chỉ đứng sau nữ danh ca Aretha Franklin (73). Bài hát còn mở đầu tại vị trí quán quân Hot Digital Songs với lượng doanh số đạt ngưỡng 195,000 bản, hạ bệ đĩa đơn "Shake It Off" của chính Swift khỏi ngôi đầu, giúp Swift trở thành nghệ sĩ đầu tiên chiếm giữ hai ngôi vị cao nhất tại đó kể từ năm 2012, khi Glee Cast lần lượt nắm giữ ngôi đầu tại đó cùng "Teenage Dream" và "Forget You". Cô đồng thời cũng là người có lượng bài hát đạt vị trí số 1 tại Digital Songs nhiều thứ tư trong lịch sử, san bằng kỷ lục nhiều bài hát mở đầu tại ngôi vị quán quân nhất tại đó của Rihanna.
Tại New Zealand, bài hát mở đầu tại vị trí thứ 6, cũng là cú mở đầu thành công nhất của tuần đó. "Out of the Woods" đồng thời là đĩa đơn ăn khách đạt đến top 10 thứ 7 của Swift tại New Zealand. Tại Úc, bài hát mở đầu tại vị trí thứ 21 trên Australian Singles Chart, và là đĩa đơn mở màn cao nhất của một nghệ sĩ quốc tế trong tuần lễ đó. Tại Canada, bài hát đã tiêu thụ 21,000 bản.

## Video âm nhạc
Video âm nhạc chính thức cho bài hát sẽ được ra mắt tại Dick Clark's New Year's Rockin' Eve with Ryan Seacrest trên kênh truyền hình ABC vào ngày 31 tháng 12 năm 2015, vào thời điểm giao thừa giữa năm 2015 và 2016.

## Những người thực hiện
Đội ngũ tham gia sản xuất 1989 dựa trên phần bìa ghi chú.
| - Taylor Swift – hát chính, người viết bài hát, nhà sản xuất - Jack Antonoff – người viết bài hát, nhà sản xuất, giọng nền, guitar thùng, guitar điện, keyboard, guitar bass, trống - Max Martin – sản xuất giọng hát - Laura Sisk – thu âm | - Brendan Morawski – trợ lý thu âm - Sam Holland – thu âm - Serban Ghenea – phối khí - John Hanes – kỹ sư phối khí - Tom Coyne – chủ nhiệm |  |

## Xếp hạng
| Bảng xếp hạng (2014)            | Thứ hạng cao nhất |
| ------------------------------- | ----------------- |
| Úc (ARIA)                       | 19                |
| Áo (Ö3 Austria Top 40)          | 64                |
| Canada (Canadian Hot 100)       | 8                 |
| Đan Mạch (Tracklisten)          | 23                |
| Pháp (SNEP)                     | 70                |
| Hungary (Single Top 40)         | 37                |
| New Zealand (Recorded Music NZ) | 6                 |
| Tây Ban Nha (PROMUSICAE)        | 22                |
| Hoa Kỳ Billboard Hot 100        | 18                |

## Lịch sử phát hành
| Quốc gia | Ngày phát hành       | Định dạng   | Nhãn thu âm         |
| -------- | -------------------- | ----------- | ------------------- |
| Hoa Kỳ   | 14 tháng 10 năm 2014 | Tải nhạc số | Big Machine Records |